# Buluan
La ville de Buluan est la capitale de la province de Maguindanao, aux Philippines. Selon le recensement de 2020, elle compte 57 406 habitants. 
Cette ville a été officiellement reconnue par le Sangguniang Panlalawigan (en) de la province de Maguindanao comme la nouvelle capitale de province en 2014, mouvement politique qui a été vue comme une solution au manque de la province depuis plusieurs décennies d'une réelle capitale en raison de désaccords politiques entre les différents clans. 

## Histoire
Lors de sa création comme une des municipalités de Cotabato le 8 Août 1947, la ville entourait le Lake Buluan (en). Le 3 Août 1951, la municipalité de Tacurong a été fondée sur sa partie Sud-Ouest. En 1961, c'est sa partie Sud-Est qui a été utilisé pour créer la ville de Columbio. Plusieurs autres municipalités naîtront ensuite sur son territoire comme sa portion Nord qui le 7 Avril 1991 deviendra la ville de Gen. S. K. Pendatun (en). 
En 2014, le Sangguniang Panlalawigan (en) de Maguindanao passera une résolution nommée "Buluan la nouvelle capitale de Maguindanao" comprenant notamment la construction d'un nouveau complexe politique accueillant le gouverneur de la province.